# 涌泉站
涌泉站位于中国四川省成都市温江区，是成都地铁4号线的地下车站。

## 车站概要
本站位于光华大道三段与温泉大道交叉口，沿光华大道三段呈东西向布置，于2017年6月2日启用。本站得名于所在的涌泉街道。在施工过程中，本站使用了建筑信息模型(BIM)技术。

## 车站构造
本站为地下二层岛式站台车站，全长181.2米，建筑面积11372平方米。
| 地面      |                                  | 出入口                           |  |
| 地下 一层 | 站厅层                           | 安检、售票机、站内商店           |  |
| 地下 二层 |                                  | 4号线列车往万盛方向 （光华公园） |  |
| 地下 二层 | 岛式站台，左边车门将会开启       |                                  |  |
| 地下 二层 | 4号线列车往西河方向 （凤凰大街） |                                  |  |

## 内装与公共艺术
温江区是中国的重要的花卉基地之一，具有“花木之都”的美誉。位于温江区的马厂坝站、凤凰大街站、涌泉站、南熏大道站、杨柳河站站台装饰以体现花木文化为主。
本站以桂花为主题。
桂花是中国传统十大花卉之一，集绿化、美化、香化于一体的观赏与实用兼备的优良园林树种，桂花清可绝尘，浓能远溢，堪称一绝。自古就深受中国人的喜爱，被视为传统名花。在中国古代的咏花诗词中，咏桂之作的数量也颇为可观。

## 出入口信息
本站目前开放4个出入口。
| 出口编号     | 设施         | 地点         | 可到达目的地                |
| ------------ | ------------ | ------------ | --------------------------- |
|              |              |              |                             |
|              | 无障碍卫生间 | 光华大道三段 | 8号公馆、边城·香格里        |
| 出口 · C · 2 | 无障碍电梯   | 光华大道三段 | 锦绣森邻、中新·公园大道     |
| 出口 · C · 3 |              | 光华大道三段 | 佳兆业·丽晶港               |
| 出口 · D     |              | 光华大道三段 | 天来国际广场、洲际·春天广场 |